# Francescane della Sacra Famiglia
Le Francescane della Sacra Famiglia, dette di Eupen (in tedesco Franziskanerinnen von der Hl. Familie), sono un istituto religioso femminile di diritto pontificio.

## Storia
Nel 1839, durante un'epidemia di tifo, due Penitenti Recollettine del monastero di Eupen vennero dispensate dall'obbligo della clausura e vennero inviate come infermiere nell'ospedale cittadino per assistere gli ammalati: terminato il pericolo di contagio, una delle due monache, Josephine Koch (1815-1899), con l'autorizzazione dell'arcivescovo di Colonia, decise di non tornare nel chiostro e di continuare a dedicarsi gratuitamente all'assistenza agli ammalati.
Attorno alla Koch si radunò una piccola comunità di infermiere volontarie che, nel 1850, venne ascritta come fraternità al terz'ordine francescano; il 13 giugno 1857 l'arcivescovo di Colonia Johannes von Geissel approvò il sodalizio come congregazione religiosa e il 22 luglio successivo la Koch, insieme a nove sue compagne, ricevette l'abito religioso.
Nel 1875, a causa del Kulturkampf, la casa madre dell'istituto venne trasferita da Eupen (all'epoca appartenente alla Germania) a Lovanio; venne nuovamente traslata a Mayen, in Renania, nel 1922 e nel 1933 tornò a Eupen.
Le Francescane della Sacra Famiglia vennero aggregate all'Ordine dei Frati Minori Conventuali il 4 ottobre 1911. La congregazione ricevette il pontificio decreto di lode il 12 marzo 1929: le sue costituzioni vennero approvate definitivamente dalla Santa Sede il 2 agosto 1938.

## Attività e diffusione
Le Francescane della Sacra Famiglia si dedicano a varie opere di assistenza (prevalentemente in asili e ospedali) e promozione umana.
Sono presenti in Belgio, Germania, Paesi Bassi e in Repubblica Democratica del Congo: la sede generalizia è a Eupen, in diocesi di Liegi.
Al 31 dicembre 2005 l'istituto contava 110 religiose in 10 case.